# Ophichthus grandoculis
Ophichthus grandoculis är en fiskart som först beskrevs av Cantor, 1849.  Ophichthus grandoculis ingår i släktet Ophichthus och familjen Ophichthidae. Inga underarter finns listade i Catalogue of Life.